# 지삭
지삭(知朔, ? - 기원전 560년 이전)은 중국 춘추 시대 진나라의 귀족이며, 6경 가문인 지씨 일문으로 지앵의 아들이며, 지영의 아버지다.
기원전 560년, 중군 원수 지앵이 죽었는데, 지삭은 아버지보다 먼저 죽었으며, 지영은 아직 6살에 불과하여 임관할 수가 없었다. 한편 신군 원수 사방도 죽었고, 그 아들 체구도 어려, 빈 자리를 이리저리 채운 결과 신군 원수로 임명할 인물이 없었다. 결국 진 도공은 신군을 하군에 배속시키고, 이듬해에는 폐지했다.